# Jetam Abuawad
Jetam Abuawad –en árabe, ختام أبو عوض– es una deportista jordana que compitió en tenis de mesa adaptado. Ganó tres medallas de bronce en los Juegos Paralímpicos de Verano entre los años 2004 y 2020.

## Palmarés internacional
| Juegos Paralímpicos | Juegos Paralímpicos | Juegos Paralímpicos | Juegos Paralímpicos |
| Año                 | Lugar               | Medalla             | Prueba              |
| ------------------- | ------------------- | ------------------- | ------------------- |
| 2004                | Atenas (Grecia)     | Medalla de bronce   | Equipo 4-5          |
| 2008                | Pekín (China)       | Medalla de bronce   | Equipo 4-5          |
| 2020                | Tokio (Japón)       | Medalla de bronce   | Individual 5        |